# داریان مک کینون
داریان مک کینون (انگلیسی: Darian MacKinnon؛ زادهٔ ۹ اکتبر ۱۹۸۵) بازیکن فوتبال اهل بریتانیا است.
از باشگاه‌هایی که در آن بازی کرده‌است می‌توان به باشگاه فوتبال همیلتون آکادمیکال و باشگاه فوتبال ایر یونایتد اشاره کرد.